# Chet Baker

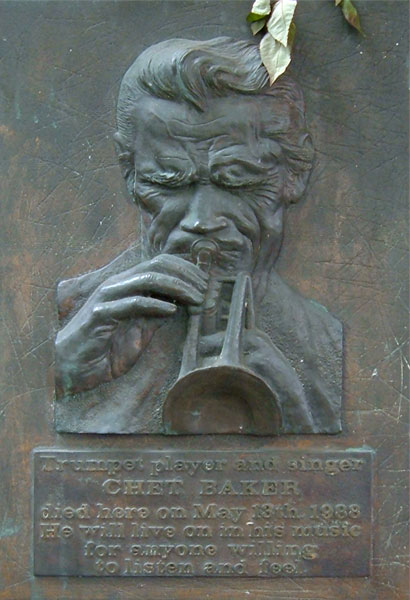
Płyta upamiętniająca Cheta Bakera

Chet Baker, właśc. Chesney Henry Baker Jr. (ur. 23 grudnia 1929 w Yale w stanie Oklahoma, zm. 13 maja 1988 w Amsterdamie) – amerykański trębacz i wokalista jazzowy.
W swojej karierze współpracował m.in. ze Stanem Getzem, Charliem Parkerem i Dexterem Gordonem. Sławę zdobył poprzez grę w kwartecie z Gerrym Mulliganem (1952-1953). Od 1954 rozpoczął występy z własnymi zespołami, a od 1957 także jako solista. Od 1954 również śpiewał. Zginął, wypadając z okna hotelowego. Był reprezentantem cool jazzu, a także jednym z najbardziej cenionych trębaczy jazzowych lat 50.

## Pierwsze kontakty z muzyką
Chet Baker od najmłodszych lat miał kontakt z muzyką, śpiewając w kościelnym chórze. Jego ojciec grał na gitarze i zachęcał młodego Bakera do gry na instrumentach dętych. Na początku był to puzon, jednak gdy ten okazał się za trudny, zdecydował się na trąbkę. Pierwsze wykształcenie muzyczne odebrał w Glendale Junior High School, jednak szybko ją porzucił, aby wstąpić w wieku 16 lat do armii. Został wysłany do Berlina, gdzie dołączył do orkiestry wojskowej 298 armii. Opuścił ją w 1948, aby podjąć studia w El Camino College w Los Angeles. Jednakże porzucił je i wrócił do wojska, tym razem do orkiestry 6 armii w San Francisco. W mieście wolny czas spędzał głównie w klubach jazzowych m.in. w "Bop City" i "Black Hawk". Ostatecznie porzucił karierę wojskowego, aby zostać zawodowym muzykiem.

## Początek wielkiej kariery
Pierwsze koncerty Baker grywał z zespołem Vida Musso oraz ze Stanem Getzem. Jednakże prawdziwy sukces odniósł jako trębacz w 1951, gdy został wybrany przez Charliego Parkera do serii koncertów na zachodnim wybrzeżu USA. W tym samym roku dołączył do grupy Gerry'ego Mulligana, która natychmiast okazała się fenomenem. Sławę przyniosło mu nagranie zespołu My Funny Valentine, gdzie wykonał solówkę na trąbce. Grupa rozpadła się po roku, z powodu aresztowania Mulligana za posiadanie narkotyków. W 1954 Baker wygrał doroczny plebiscyt magazynu "Down Beat" w kategorii "Najlepszy trębacz", pokonując m.in. Milesa Davisa. Przez kolejnych kilka lat występował samotnie. Stał się ikoną cool jazzu na zachodnim wybrzeżu, w czym pomógł mu dobry wygląd i piękny głos. Jego nagrania z Artem Pepperem z 1956, zebrane i wydane w całości po raz pierwszy w 1969 na albumie zatytułowanym The Route, rozwinęły i wzbogaciły brzmienie West Coast i stały się istotnym składnikiem cool jazzu. W latach 60. rozpoczął grę także na fluegelhornie.

## Uzależnienie od narkotyków
Ostatecznie nałóg narkotykowy pokonał Cheta Bakera i w rezultacie doprowadził do upadku jego obiecującej kariery. Heroina stworzyła wiele problemów – Baker odsiedział ponad rok we włoskim więzieniu, został wydalony z Republiki Federalnej Niemiec oraz Anglii w ramach programu walki z narkotykami. W końcu, za ponowne złamanie prawa na terenie RFN, został deportowany do USA. Zamieszkał w Milpitas w północnej Kalifornii. Pomiędzy krótkimi odsiadkami w więzieniu, które spędzał na pisanie własnych kompozycji, grywał w San Jose i San Francisco.
W 1966 Baker został rzekomo poważnie pobity (rozcięte wargi, wybite przednie zęby), kiedy próbował kupić narkotyki po jednym z występów w San Francisco. Sytuacja zmieniła się po lekkomyślnych oświadczeniach poszkodowanego. Można było z nich wywnioskować, że cała sprawa została sfabrykowana, a okaleczenie ust i zębów było wynikiem zażywania narkotyków. Od tego czasu musiał nauczyć się grać z protezą zębową, co jest bardzo trudne dla trębacza. Pomiędzy 1966 a 1974 Baker grał głównie na flugelhornie i nagrywał banalne piosenki w stylu light music. Następnie przeniósł się do Nowego Jorku, gdzie na poważnie zaczął nagrywać ze znanymi muzykami jazzowymi takimi jak Jim Hall. W latach 70. przeprowadził się z powrotem do Europy, gdzie uzyskał pomoc od swojej przyjaciółki, Diane Vavra, zarówno w sprawach zawodowych jak i prywatnych.
Baker w swojej karierze był twórczo bardzo płodny. Związane było to przede wszystkim z potrzebą zdobywania pieniędzy na narkotyki. Efektem czego było też bardzo nieregularne wydawanie płyt. Jego niektóre nagrania (szczególnie te z końca kariery nagrywane w Europie) ukazują jego talent oraz pewną głębię i dojrzałość w przeciwieństwie do niektórych wcześniejszych utworów.

## Śmierć muzyka i związane z nią pogłoski
Pod koniec swego życia Chet Baker grywał przede wszystkim w Europie, powracając do USA tylko na kilka koncertów rocznie. 13 maja 1988 r., na parę dni przed planowanym przyjazdem do Polski i występem na wrocławskim festiwalu Jazz nad Odrą, Baker wypadł z okna hotelu w Amsterdamie. Ponieważ drzwi do hotelowego pokoju zamknięte były od wewnątrz, policja wykluczyła udział trzecich osób i zakwalifikowała zdarzenie jako wypadek. W pokoju znaleziono narkotyki, a badanie potwierdziło ich obecność w krwi muzyka. Obecnie przed hotelem Prins Hendrik znajduje się tabliczka upamiętniająca legendę jazzu. Chet Baker został pochowany w Inglewood w Kalifornii.

## Książka i filmy
- Chet Baker: His Life and Music – biografia napisana przez Jeroen de Valk(inne języki).
- Young Chet: The Young Chet Baker – album fotografa Williama Claxtona przedstawiający życie Bakera jako ikony jazzu. W 1988 powstał film dokumentalny Let's Get Lost ukazujący go jako jednego z najważniejszych jazzmenów lat 50. i zestawiający jego wspaniałą karierę z późniejszymi problemami z narkotykami. Film, wyreżyserowany przez fotografa mody Bruce'a Webera, został wykonany w technice czarno-białej i opiera się głównie na filmach z dzieciństwa muzyka i wywiadach z przyjaciółmi, rodziną, współpracownikami, kochankami oraz z samym Bakerem.
- Postać Cheta Bakera była też inspiracją do stworzenia postaci Chada Bixby'ego granego przez Roberta Wagnera w filmie Młodzi i spragnieni z 1960.
- Born to be Blue (2015) – film przedstawiający moment powracania do formy po pobiciu.

## Ciekawostki
- W 2005 gubernator Brad Henry i Izba Reprezentantów stanu Oklahoma ustanowili 2 lipca 2005 "Dniem Cheta Bakera".
- Wokalista szwedzkiego zespołu Mando Diao, Bjorn Dixgard, zafascynowany grą Bakera, napisał na jego cześć utwór Chet Baker, co świadczy, że osobowość i muzyka Bakera ma wpływ również na młode pokolenie muzyków, także rockowych.
- Fiński solowy projekt muzyczny Heroin and Your Veins poświęcony jest m.in. Chetowi Bakerowi[5].
- W 1996 roku JacobTV skomponował "May This Bliss Never End" na saksofon tenorowy lub wiolonczelę, fortepian i nagranie. Nagranie zawiera urywki z jednego z ostatnich wywiadów z Chetem Bakerem.